# Valmiki
Valmiki es un sabio legendario (majarishi) a quien la tradición considera autor de la epopeya hindú Ramayana (datada entre el siglo III y el siglo I a. C). También se le atribuía tradicionalmente la autoría del Ioga-vásista, aunque actualmente este se fecha entre el siglo XI y el XIV.
En la India, en el año 2008, su fiesta de nacimiento cayó el 14 de octubre. En el calendario hindú (lunar), cada año cae en una fecha diferente.
El Ramayana, escrito originalmente por Valmiki, consta de 24.000 shlokas y siete cantos (kaṇḍas). El Ramayana consta de unas 480.002 palabras, lo que supone una cuarta parte de la extensión del texto completo del Mahabharata o unas cuatro veces la extensión de la Ilíada'. El Ramayana narra la historia de un príncipe, Rama de la ciudad de Ayodhya en el Reino de Kosala, cuya esposa Sita es raptada por Ravana, el rey demonio (Rakshasa) de Lanka. Las estimaciones de los eruditos para la etapa más temprana del texto oscilan entre los siglos VIII y IV a.C.,  y etapas posteriores que se extienden hasta el siglo III de nuestra era, aunque se desconoce la fecha original de composición. Como ocurre con muchas epopeyas tradicionales, ha sufrido un proceso de interpolaciones y redacciones, por lo que es imposible datarla con exactitud.

## Etimología
En idioma sánscrito, vālmīki significa ‘colina de la hormiga’ (hormiguero), derivada de la palabra vamrī-kūṭa (montaña [de tierra] de hormigas), siendo vamrā: ‘hormiga’ en el antiguo sánscrito rigvédico.

## Primeros años

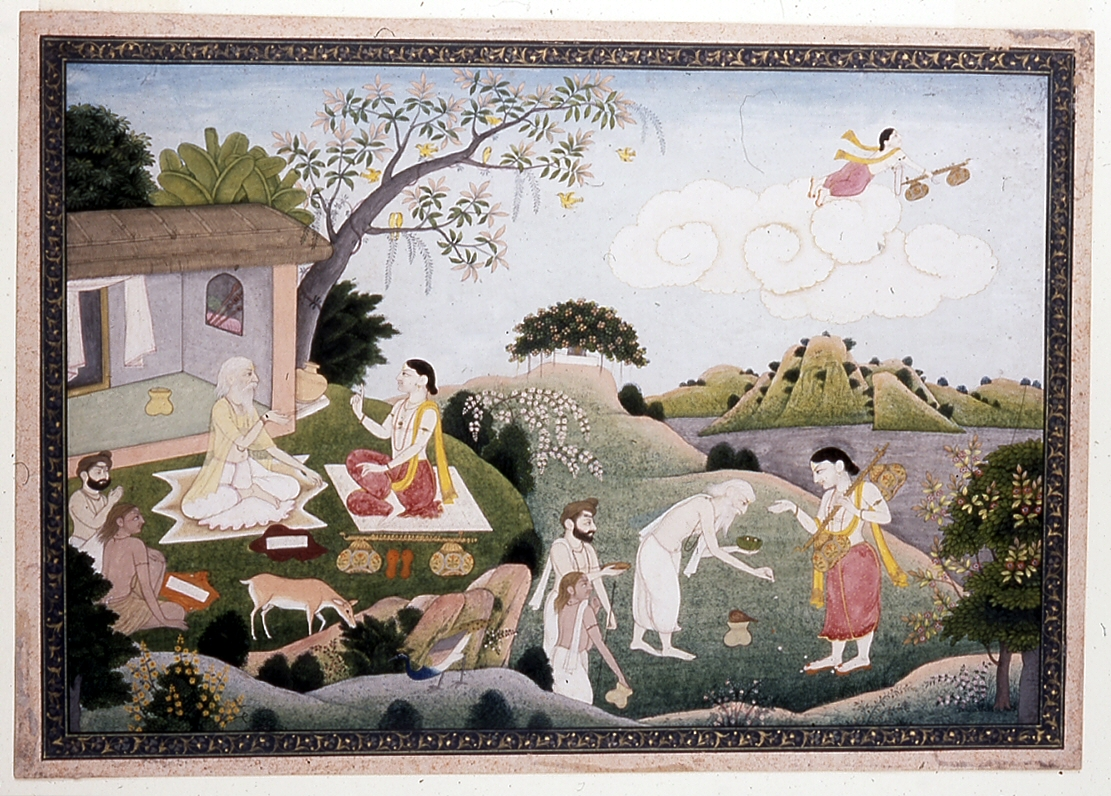
El joven sabio Narada en la ermita del barbiblanco Valmiki

Valmiki nació como Agni Sharma de una Brahmin llamada Pracheta (también conocida como Sumali) de Bhrigu gotra. Según la leyenda, una vez se encontró con el gran sabio Narada y mantuvo con él un discurso sobre sus deberes. Conmovido por las palabras de Narada, Agni Sharma comenzó a hacer penitencia y cantó la palabra «Mara», que significaba «morir». Al realizar su penitencia durante varios años, la palabra se convirtió en «Rama», un nombre del dios Vishnu. Alrededor de Agni Sharma se formaron enormes hormigueros, lo que le valió el nombre de Valmiki. Agni Sharma, rebautizado como Valmiki, aprendió las escrituras de Narada y se convirtió en el más destacado de los ascetas, venerado por todos.
También existen algunas leyendas sobre que Valmiki fue ladrón antes de convertirse en rishi. El Nagara Khanda del Skanda Purana en su sección sobre la creación de Mukhara Tirtha menciona que Valmiki nació como Brahmin, con el nombre de Lohajangha y fue un hijo devoto de sus padres. Tenía una hermosa esposa y ambos eran fieles el uno al otro. Una vez, cuando no llovió en la región de Anarta, durante doce largos años, Lohajangha, por el bien de su hambrienta familia, empezó a robar a la gente que encontraba en el bosque. En el curso de esta vida se encontró con los siete sabios o los Saptarishi e intentó robarles también. Pero los sabios se apiadaron de él y le mostraron la insensatez de sus actos. Uno de ellos, Pulaha, le dio un mantra para que meditara y el brahmán convertido en ladrón se quedó tan absorto en su recitación que le salieron hormigueros alrededor del cuerpo. Cuando los sabios regresaron y oyeron el sonido del mantra procedente del hormiguero, lo bendijeron y le dijeron: «Puesto que has logrado un gran Siddhi sentado dentro de un Valmīka (un hormiguero), serás conocido en el mundo como Vālmīki.»

## Hagiografía
Cuenta la leyenda que Valmiki era hijo de un rey. Con tan solo unos meses de edad fue abandonado por su familia en el bosque. Unos ladrones lo encontraron, le llamaron Vailía Koli y le enseñaron su oficio. Con los años, Valmiki formó una familia, a la que mantenía robando a los viajeros.
Un día, el sabio volador Nárada Muni estaba vagando por el bosque y Vailía Koli lo asaltó. Nárada —con su dulce voz— le preguntó si sabía lo que estaba haciendo. Vailía le respondió que estaba manteniendo a su familia, y que esta era consciente de sus actividades.
Entonces Nárada le preguntó si alguno de los miembros de su familia se haría cargo del karma (la reacción) de sus asesinatos. Vailía se sintió tan tocado por esta idea, que corrió a su casa y les preguntó uno por uno a su esposa e hijos si alguno estaba dispuesto a ir al infierno por él. Todos se negaron, y le recriminaron que su deber como padre era mantener a su familia, por lo que él era el único responsable de la manera en que cumplía con su deber.
Al entender esto, Vailía experimentó un cambio. Volvió con el sabio Nárada y le pidió que lo iluminara. Nárada le enseñó todo acerca del hinduismo y las bondades de la oración. Valmiki entonces pasó tanto tiempo quieto rezando que las hormigas lo cubrieron entero y formaron su hormiguero encima de él.
Tiempo después Valmiki le preguntó a Nárada: «Oh, venerable rishi, por favor dime si hay en este mundo un hombre perfecto que sea al mismo tiempo virtuoso, valiente, responsable, veraz, noble, estable y amable con todos los seres».
Nārada respondió: «Hay uno, el príncipe de la dinastía del rey Ikswakú, llamado Rama. Es un gran héroe, es el protector del dharma (la religión), es firme, justo, liberal, bien versado en los Vedas y en las artes marciales. Posee todas las virtudes, es un hijo obediente, un amable hermano, un amoroso esposo, un amigo fiel, el rey ideal, un enemigo misericordioso y amante de todos los seres vivos. Es inigualable en belleza, aunque su piel es de color verdoso. Todo el mundo lo adora». 
Entonces el sabio Nárada le contó a Maharshi Valmiki el relato de Rama, tal como lo había escuchado del dios Brahmá, condensado en 100 versos. Esto se llama el Sankshipta Rama-aiana (‘corta Rama-historia’). Esta historia llenó los pensamientos de Valmiki y él empezó a obsesionarse y a pensar una y otra vez en lo mismo.

### El primer verso, el primer poeta y el primer poema
Algún tiempo después de que Nárada se fue, Valmiki fue a las orillas de río Ganga a bañarse. Su discípulo BharadVásh le llevaba las ropas (con lo cual se indica que el sabio iba desnudo). Cruzaron el arroyo Tamasa (ignorancia o estupidez), cuyas aguas eran muy cristalinas. Valmiki le dijo a su discípulo: «Mira qué limpia y tranquila es el agua de este arroyo de la estupidez, como la mente de la gente buena».
Valmiki entró en el agua y escuchó el cantar de una pareja de pájaros que estaban copulando en las ramas de los árboles. Valmiki se sintió muy contento de ver a esta feliz pareja. Justo entonces uno de los pajarillos fue atravesado por una flecha y cayó muerto. Valmiki, al encontrar al cazador, sin querer le gritó en verso:
mānishāda pratishtātum / samagah sāshvatīssamāh
yat krauncha mithunādekam / sokam avadhīm kāma mohitam
‘Tú, que mataste a uno de los pájaros dedicados al sexo [maithuna], asimismo que tú no vivas mucho tiempo!’.
En sánscrito esta forma de versificación se denomina śloka (estrofa de dos versos).
El dios Brahmā le había dado esta capacidad de versificar, y le ordenó escribir el Ramaiana completo.
Esta estrofa es reverenciada como el primer shloka de la literatura hindú; Valmiki es reverenciado como el primer poeta (kavi), y el Ramaiana como el primer poema (kavia).

### Otra leyenda
Otra tradición dice que Nárada Muni engañó al ladrón Vailía, diciéndole que si su deidad regente era la Muerte (mara o mritiu en sánscrito), tenía que adorarla repitiendo su nombre. Así se volvería mejor asesino. Valmiki se sentó en el bosque y empezó a repetir ininterrumpidamente: «Mara, Mara, Mara…» (que finalmente se oía como «Rama, Rama, Rama»). Solo por repetir el santo nombre del dios Rama, toda la historia del Ramaiana se empezó a develar naturalmente en su mente. El ladrón quedó tan absorto en el desarrollo de esta historia, que se olvidó de comer y dormir.
Cuando meses después Nárada volvió a pasar por ese bosque para ver el avance de su engañado «discípulo», lo encontró dentro de un hormiguero: las hormigas habían construido su morada alrededor de él.

### Otra leyenda más
Otra leyenda dice que el dios Brahmá apareció ante Valmiki y le dijo que escribiera el Ramayana.

## El «Ramayana»
El Rāmāyaṇa consiste en 480.002 palabras (24.001 versos) distribuidos en siete capítulos (kāṇḍa). Esto representa una cuarta parte del Majábharata (el otro texto épico importante de la India), y cuatro veces más largo que la Ilíada.
Cuenta las hazañas de un príncipe, Rama de Aiodia, cuya esposa Sita es raptada por el rey de Lanka, el demonio (rakshasa) Rávana.
El Ramayana data de entre el siglo III y el II a. C., aproximadamente de la misma fecha que la composición del Majábharata.
No es posible datarlo exactamente debido a que —como la mayoría de los textos épicos tradicionales— atravesó un largo proceso de interpolaciones y redacciones.
Se cree que Valmiki fue el autor, basándose únicamente en la atribución que aparece en el propio texto.
Valmiki desempeñó un papel importante en Uttarakāṇḍa, el último capítulo de la epopeya Ramayana. Es posible que Valmiki no haya escrito originalmente Uttarakāṇḍa. Los eruditos Robert y Sally Goldman, por ejemplo, han señalado: «Gran parte de la narración se centra en personajes distintos de Rāma y Vālmīki la narra solo indirectamente, poniéndola en boca de otros personajes como Agastya». Según la leyenda, Rama envió a Sita al bosque. Sita encuentra refugio en el ashram del sabio Valmiki, donde da a luz a los gemelos Lava y Kusha. Lava y Kusha fueron los primeros discípulos de Valmiki, a quienes les enseñó el Ramayana. Bala Kanda de la epopeya también cuenta la historia de Valmiki narrando el Ramayana a Lava y Kusha, quienes se convierten en sus discípulos.

## El Ioga-vásista
El Yoga Vásishtha (El yoga del sabio Vásishtha) es un texto hinduista tradicionalmente atribuido al escritor Valmiki, 
aunque actualmente se fecha entre el siglo XI y el XIV.
El texto trata sobre un discurso dado por el sabio Vásishtha a su discípulo el joven príncipe Rama, durante un período en que este se encontraba en un estado de abatimiento, luego de experimentar la naturaleza con la que está compuesta la realidad del mundo. Centrándose así la historia narrada en el texto, en las preguntas realizadas por Rama, y en las respuestas a sus preguntas dadas por el sabio Vásishtha; con el objetivo de que Rama logre así alcanzar la iluminación.

## Templos

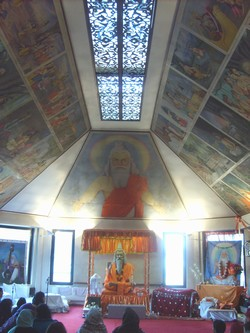
Ashram dedicado a Valmiki.

La secta Balmiki del hinduismo venera a Valmiki, donde también se le conoce como Lal Beg o Bala Shah, como un santo patrón, con una plétora de mandirs (templos) dedicados a él.
En la tradición Siddhar de Tamil Nadu, Valmiki es conocido como Vanmeegar y es venerado como uno de los 18 Siddhars estimados de antaño. El templo Ettukudi Murugan, Nagapattinam alberga su Jeeva. Samadhi.
Se cree que Tiruvanmiyur, una zona de Chennai, debe su nombre al sabio Valmiki, Thiru-Valmiki-Oor. Hay un templo de Valmiki situado en este lugar, que se cree que tiene 1300 años de antigüedad.
Shree Valmiki Mata Maha Samsthana es un templo dedicado a Valmiki en Rajanahalli, Karnataka.
Valmiki Ashram, un lugar considerado el ashram original de Valmiki, se encuentra en el Distrito de Chitwan de Nepal. El lugar está cerca del lugar de peregrinación Triveni Dham.